# Hypergastromyzon humilis
 Hypergastromyzon humilis és una espècie de peix de la família dels balitòrids i de l'ordre dels cipriniformes.
Els adults poden assolir 3,8 cm de longitud total. És un peix tropical d'aigua dolça del riu Kapuas (Indonèsia).